# Menuet te middernacht
Menuet te middernacht is een hoorspelserie naar het gelijknamige boek van Havank en Pieter Terpstra. Deze laatste zorgde ook voor de bewerking en de NCRV zond ze uit vanaf donderdag 2 augustus 1973. De regisseur was Wim Paauw.

## Delen
- Deel 1: Het mysterie van Roxton Abbey (duur: 19 minuten)
- Deel 2: Een compositie van Mary Christmas (duur: 20 minuten)
- Deel 3: Het oude manuscript (duur: 19 minuten)
- Deel 4: De kamer van Noëlle de Noël (duur: 19 minuten)

## Rolbezetting
- Trudy Libosan (Manon)
- Frans Somers (Schaduw)
- Hans Karsenbarg (Harro)
- Joke Hagelen (Anne-Marie)
- Fé Sciarone (Veronica)
- Robert Sobels (Percy)
- Willy Ruys (William)
- Hans Veerman (Silvère)
- Paul van der Lek (Blowpipe)
- Bob Verstraete (een automonteur)
- Willy Brill (Mary)
- Joke Hagelen (Annemarie)
- Huib Orizand (Jorkins)
- Tonny Foletta (John)

## Inhoud
De Schaduw heeft een uitnodiging ontvangen om de kerstdagen door te brengen op Roxton Abbey, waar ooit de markiezin van Agincourt verbleef en waar nu allerlei ontdekkingen worden gedaan…